# Рохманово
Рохманово — село в Унечском районе Брянской области в составе Высокского сельского поселения.

## География
Находится в центральной части Брянской области на расстоянии приблизительно 16 км на юго-восток по прямой от вокзала железнодорожной станции Унеча.

## История
Известно с первой половины XVII века как владение Стравинского, с 1677 года — владение Улезко, с 1734 — Галецкого. С конца XVII века упоминалось как село с Михайловской церковью (не сохранилась). Со второй половины XVII века входила в полковую сотню Стародубского полка. В середине XX века работал колхоз «Новая жизнь», позднее «Мирный». В 1859 году здесь (село Стародубского уезда Черниговской губернии) учтен был 41 двор, в 1892—102.

## Население
Численность населения: 317 человек (1859 год), 706 (1892), 406 человек (русские 96 %) в 2002 году, 337 в 2010.